# Gérard Aké Loba
Gérard Aké Loba (Abobo Baoule, 15 d'agost de 1927 - Ais de Provença, 3 d'agost de 2012) va ser una escriptora ivoriana guardonada amb el Gran Premi literari de l'Àfrica Negra el 1961. Va ser també diputada i alcaldessa del 1985 al 1990 de la localitat d'Abobo en Abidjan.

## Obres
- Kocumbo, l'étudiant noir.  París: Flammarion, 1960.
- Les fils de Kouretcha.  Brussel·les: Editions de la Francité, 1966.
- Les Dépossédés.  Brussel·les: Editions de la Francité, 1973.
- Le Sas des parvenus.  París: Flammarion, 1992.